# Leandro Barreiro
Leandro Barreiro Martins (ur. 3 stycznia 2000 w Erpeldange-sur-Sûre) – luksemburski piłkarz pochodzenia angolskiego, grający na pozycji pomocnika w portugalskim klubie SL Benfica oraz w reprezentacji Luksemburgu. Wychowanek 1. FSV Mainz 05.

## Życiorys
W czasach juniorskich trenował w Racing FC Union Luksemburg i FC 72 Erpeldange. W 2016 roku występował w seniorskim zespole Erpeldange, po czym odszedł do juniorskich drużyn niemieckiego 1. FSV Mainz 05. W 2018 roku dołączył do jego seniorskiego zespołu.
W reprezentacji Luksemburga zadebiutował 22 marca 2018 w wygranym 1:0 towarzyskim meczu z Maltą. Grał w nim do 76. minuty, po czym został zmieniony przez Danela Sinaniego.